# Atelognathus salai
Atelognathus salai és una espècie de granota que viu a l'Argentina i, possiblement també, a Xile.